# Damias peculiaris
Damias peculiaris är en fjärilsart som beskrevs av Rothschild 1936. Damias peculiaris ingår i släktet Damias och familjen björnspinnare. Inga underarter finns listade i Catalogue of Life.